# Istanbul Open
L'Istanbul Open, noto come TEB BNP Paribas Istanbul Open per ragioni di sponsorizzazione, è stato un torneo maschile di tennis che si giocava a Istanbul in Turchia. Faceva parte della categoria ATP Tour 250 ed era giocato sulla terra rossa del club Koza World of Sports. La 1ª edizione si è giocata nel 2015 e l'ultima nel 2018.

## Albo d'oro

### Singolare
| Anno | Campione          | Finalista       | Punteggio           |
| ---- | ----------------- | --------------- | ------------------- |
| 2018 | Tarō Daniel       | Malek Jaziri    | 7–6(4), 6–4         |
| 2017 | Marin Čilić       | Milos Raonic    | 7–6(3), 6–3         |
| 2016 | Diego Schwartzman | Grigor Dimitrov | 6(5)–7, 7–6(4), 6–0 |
| 2015 | Roger Federer     | Pablo Cuevas    | 6–3, 7–6(11)        |

### Doppio
| Anno | Campioni                        | Finalisti                        | Punteggio        |
| ---- | ------------------------------- | -------------------------------- | ---------------- |
| 2018 | Dominic Inglot Robert Lindstedt | Ben McLachlan Nicholas Monroe    | 3–6, 6–3, [10–8] |
| 2017 | Roman Jebavý Jiří Veselý        | Tuna Altuna Alessandro Motti     | 6–0, 6–0         |
| 2016 | Flavio Cipolla Dudi Sela        | Andrés Molteni Diego Schwartzman | 6–3, 5–7, [10–7] |
| 2015 | Radu Albot Dušan Lajović        | Robert Lindstedt Jürgen Melzer   | 6–4, 7–6(2)      |